# Nana Kottens
O ganês-americano Lewis Kofi Nana Antwi, mais conhecido pelo seu nome artístico Nana Kottens, é cantor/compositor/produtor e o CEO & fundador da Sound Lion Records & Nana Kottens Tunes Publishing.

## Início de vida
Nana Kottens nasceu e cresceu em Acra, na região da Grande Acra, em Gana, filho de uma mãe e um pai ganeses. Frequentou a Elta International Preparatory School, onde desenvolveu a sua paixão pela música e pela arte. Frequentou a Hansen Road SDA no ensino médio. Nana Kottens frequentou a Koforidua Secondary Technical School (KSTS), onde estudou Building Construction na esperança de se tornar num Engenheiro Civil. Iniciou a licenciatura na Regional Maritime Academy. Foi admitido como Cadete e estudou Marine Engineering por 3 anos. Na Regional Maritime Academy, colaborou com alguns amigos e formou o grupo de canto chamado “The Sailors”. Apesar de não terem oficialmente lançado uma música juntos, o grupo reuniu-se e escreveu músicas durante a faculdade.
Ele continuou os seus estudos nos Estados Unidos na Maine Maritime Academy (MMA), Castine, ME e estudou Power Plant Engineering por um tempo breve. Nana Kottens mudou de major durante o seu último ano na MMA para Business Management e foi transferido para a Liberty University, onde obteve o seu primeiro diploma de Licenciatura em Science Business Management. Kottens tirou um Mestrado (Masters of Arts) em Executive Leadership na Liberty University, em 2019.
Antes de completar o curso, alistou-se na Marinha dos EUA como Frota das Forças Marinhas (FMF)  Assistente Dentário do Corpo Auxiliar das Praças (HMDA). Concluiu o Mestrado em Public Health Environmental Health Science e obteve o Certificado de Pós-Graduação em Industrial Hygiene em 2015 pela New York Medical College, Valhalla, NY. Atualmente, é um Profissional do Ambiente Registado.
Em 2022, Nana Kottens foi induzido na sociedade honorária estadunidense Delta Omega National Honorary Society in Public Health.

## Serviço militar
Nana Kottens juntou-se à Marinha dos Estados Unidos como Assistente Dentário do Corpo Auxiliar de Praças (HMDA) em fevereiro de 2011 e foi liberado antecipadamente em outubro de 2015 para aceitar uma comissão com o Corpo Comissionado do Serviço de Saúde Pública dos Estados Unidos. Em dezembro de 2016, foi comissionado a Oficial de Saúde Ambiental e foi atribuído à Administração de Alimentos e Medicamentos dos EUA (FDA) como Investigador de Biotecnologia.

## Discografia
- Mama Don’t Give Up[12]
- Odo[13]
- One More Chance[14]
- Call Girl (ft Lowekey)[15]
- Say No (Nana Kottens & Sugar Ranking)
- Mama We Miss You

## Prémios e nomeações
Ano: 2022 - Vocalista Masculino Estadunidense do Ano, Melhor Colaboração Estadunidense Internacional do Ano, Música Hiplife/HipHop Estadunidense do Ano.